# 松村精型
株式会社松村精型（かぶしきがいしゃまつむらせいけい）は、富山県高岡市に所在する金型事業などを行う企業である。

## 会社概要
個別に出典が提示されていない箇所の出典→
- 代表取締役社長 - 松村浩史
- 資本金 - 1億円
- 営業内容 - 金型事業、鋳造用金型の製造・試作製造、製品事業・アルミ製造品（自動車用部品）
- 主要販売先 - トヨタグループ、ホンダグループ
- 事業所 - 本社工場（富山県高岡市）、東海支店（愛知県海部郡蟹江町）、苫小牧支店（北海道苫小牧市）[2]
- 関連会社 - 松村精型（大連）有限公司（中華人民共和国大連市、2003年7月1日設立[3]）、Matsumura Seikei（Thailand）Co.,Ltd.（タイ）。
- 特記事項 - シリンダーヘッド世界シェア約10％、自動車CVT用スリーブ世界シェア約15％
- 特許 - 砂型鋳造模型の製造方法及び砂型鋳造模型（平07-100582、1995年取得）[4]

## 沿革
1946年1月、高岡市平米町78番地（現在の本町78番地）にて、当時22歳であった松村幸作が後継者不在で廃業となった木型屋の工場を借りて、鋳造用木型の製造販売を行う松村木型製作所が創業した。
1961年10月1日、高岡市大坪神明町一丁目3番地1号（現・京町228番地1号及び2号）にて木造瓦葺き平屋建て床面積40.58 m2の工場を新築した（同年10月30日に登記、以降順次増築）。1965年1月6日には有限会社松村機型製作所に改組された（当時の資本金は100万円）。
1976年8月1日、高岡市長慶寺925番地（長慶寺工業団地内）にて新築された本社工場（鉄骨造亜鉛メッキ鋼板葺き2階建て、1階886.28 m2〔事務所95.94 m2、工場790.34 m2〕、2階86.94 m2〔事務所〕、倉庫44.55 m2、計1,017.71 m2）に移転した。1983年4月1日には有限会社松村精型に社名変更した。
1986年11月25日、社員総会により有限会社から株式会社とすることが決定され、1987年1月14日に富山地方裁判所高岡支部より有限会社松村精型から株式会社松村精型に組織変更の許可を受け、同年1月20日に商号変更、1月23日に登記された。同年12月12日、現在地に本社工場を新築移転した（登記は同年12月14日、完成公告は同年12月31日）。新工場は鉄骨造り亜鉛メッキ鋼板葺陸屋根2階建て、1階1,577.12 m2、2階460.52 m2。同日にはCIが初めて導入された（それまでは松村精機の『M』を中心に周囲を型をイメージする二重丸で囲んだものを使用していた）。
1995年10月には新本社工場（第三工場）が完成し（これにより従来の本社工場を精機工場に改名）、1998年2月には本社工場の隣接地に鋳造用金型の試作工場が着工（敷地330 m2、鉄筋平屋建て230 m2）し、同年6月に本格稼働した。2005年3月15日には本社第二工場が増築された（同年4月22日竣工記念祝賀会、記念講演会）。
2006年6月30日には稼働工場増築工事が竣工。一部3階建て計約3,400 m2に増床。1階部分に恒温工場を設けて第一工場とし、従来の精機工場を第二工場、組立工場を第三工場と呼称することになった。同年9月12日、本社、第一・第二・第三工場、二輪、四輪の鋳造模型、鋳造用金型の設計・開発と製造、品質保証ISO9001取得。同年12月、中国大連工場が完成した。

## その他
上田木型、山口木型と並んで『富山の木型御三家』と呼ばれていた時期がある。